# Самота, Парамджит
Парамджит Самота (англ. Paramjeet Samota; род. 5 июля 1988, деревня Данауд, округ Бхивани, штат Харьяна, Индия) — индийский боксёр, выступающий в тяжёлой весовой категории. Входил в сборную Индии по боксу, бронзовый призёр Летние Азиатские игры (2010), двукратный бронзовый призёр чемпионата Азии (2009, 2011), чемпион Игр Содружества наций (2010) в любителях.

## Любительская карьера
В июне 2009 года завоевал бронзовую медаль в весе свыше 91 кг на Чемпионате Азии в Чжухае.
В марте 2010 года на пятом чемпионате Содружества наций по боксу, проходившем в Нью-Дели, он выиграл золотую медаль, победив по очкам (7-3) новозеландца Джозефа Паркера.
В октябре 2010 года он стал чемпионом в тяжёлом весе на Играх Содружества наций проходивших в Дели (Индия). Тогда в первом раунде соревнований он досрочно победил боксёра из Ямайки Андре Рейда, в четвертьфинале победил австралийского боксёра Алексея Мухина, в полуфинале по очкам победил новозеландского боксёра представлявшего Королевство Тонга Джуниора Фа, и в финале по очкам победил боксёра из Тринидад и Тобаго Тарика Абдул Хакка.
В ноябре 2010 года завоевал бронзу Летних Азиатских игр проходивших в Гуанчжоу, тогда в четвертьфинале досрочно победив боксёра из Республики Корея Парк Сунг Кеуна, но в полуфинале досрочно проиграв китайскому боксёру Чжан Чжилэю — который в итоге стал чемпионом Азиатских игр.
В августе 2011 года завоевал бронзовую медаль в весе до 91 кг на Чемпионате Азии в Инчхоне.
В апреле 2012 года попытался пройти квалификацию на Олимпийские игры, но в полуфинале по очкам (12-23) проиграл боксёру из Сирии Сумару Госсуну, и не попал на летние Олимпийские игры в Лондоне.